# حقوق الإنسان في جيبوتي
حقوق الإنسان في جيبوتي تشكل هذه القضية في جيبوتي، وهي دولة صغيرة تقع في منطقة القرن الأفريقي، مسألة تثير قلق العديد من منظمات حقوق الإنسان .
يشير تقرير وزارة الخارجية الأمريكية حول ممارسات حقوق الإنسان لعام 2019 إلى أن جيبوتي تواجه قضايا حقوقية خطيرة تتضمن عمليات القتل غير القانونية أو التعسفية التي يرتكبها عملاء الحكومة، بالإضافة إلى حالات الاحتجاز التعسفي وظروف السجن القاسية التي تهدد الحياة. ويبرز التقرير التدخلات التعسفية وغير القانونية في خصوصية الأفراد، إلى جانب الاعتقالات أو الملاحقات القضائية غير المبررة للصحفيين والتشهير الجنائي.
تعاني البلاد أيضًا من قيود كبيرة على حقوق التجمع السلمي وحرية تكوين الجمعيات، في ظل تفشي الفساد الكبير داخل أجهزة الحكومة. كما يشير التقرير إلى استمرار العنف ضد النساء والفتيات، مع غياب إجراءات كافية للملاحقة والمساءلة، خاصة فيما يتعلق بممارسات تشويه الأعضاء التناسلية للإناث.
يؤكد التقرير كذلك أن الإفلات من العقاب يمثل مشكلة كبيرة، حيث نادرًا ما تبادر الحكومة باتخاذ خطوات لمحاسبة المسؤولين عن الانتهاكات، سواء كانوا ينتمون إلى الأجهزة الأمنية أو يشغلون مواقع أخرى داخل الحكومة.

## (1977-2006) والوضع السياسي
حصلت جيبوتي على استقلالها عن فرنسا في عام 1977، بعد أن صوت 98.8% من الناخبين لصالح الانفصال في استفتاء . أصبح حسن جوليد أبتيدون رئيسًا وتم إعلان حزبه السياسي، التجمع الشعبي للتقدم، الحزب القانوني الوحيد في عام 1981. وظلت تحت السيطرة منذ ذلك الحين، تحت قيادة أبتيدون حتى عام 1999، وإسماعيل عمر جيله بعد ذلك.

#### نظام أبتيدون (1977–1999)
وبدأت المطالبات بالاعتقالات السياسية والتعذيب فور الاستقلال تقريباً. في 15 ديسمبر 1977، تم اعتقال وتعذيب سبعة عشر من أنصار حركة التحرير الشعبية المعارضة. في عام 1978، حُكم على خمسة عشر طالبًا، كانوا يزورون باريس قادمين من دراستهم بالخارج، بالسجن لعدة أشهر وتعرضوا للتعذيب بسبب مقالات كتبها اتحاد طلابهم في فرنسا. بعد هجوم مسلح في عام 1979 في رندا، تم اعتقال ستين عفارًا وتوفي واحد منهم على الأقل نتيجة التعذيب. وقد زُعم أن العديد منهم اعتقلوا فقط بسبب عضويتهم في الحركة الشعبية للتحرير. بعد محاولة اغتيال مزعومة لمدير الأمن في يونيو1979 (التي أفادت منظمة العفو الدولية أن حقيقتها موضع شك)، تم اعتقال وتعذيب تسعة معارضين سياسيين، بما في ذلك نائبان في البرلمان. وكان أحد هؤلاء محمد حميد محمد قد ألقى في وقت سابق خطابًا برلمانيًا ندد فيه باستخدام الحكومة للتعذيب.
في أغسطس 1981، سعى الحزب الشعبي الجيبوتي إلى الاعتراف القانوني به كحزب سياسي. في أوائل سبتمبر أصدروا نشرتهم الأولى، وفي 7 سبتمبر تم اعتقال جميع أعضاء اللجنة التنفيذية الثلاثة عشر، بما في ذلك ستة أعضاء في البرلمان. وكان من بين المعتقلين محمد حميد محمد. وقد فر بعض هؤلاء الأعضاء من البلاد بعد إطلاق سراحهم، ولكنهم تعرضوا مرة أخرى للاعتقال والتعذيب عند عودتهم من المنفى.
تشمل أساليب التعذيب التي تم الإبلاغ عنها بموجب قانون أبتيدون ممارسات شديدة القسوة تنتهك الكرامة الإنسانية بشكل صارخ. ومن بين هذه الأساليب: الضرب المبرح، والتعذيب بالماء، والحرق، ونزع الأظافر، واستخدام الصدمات الكهربائية. كما تتضمن التعرض لدخان مكثف لفترات طويلة تسبب الاختناق شبه الكامل، ووسيلة تُعرف باسم "الأرجوحة"، حيث يتم تعليق الضحية عاريًا من قضيب بواسطة الكاحلين. بالإضافة إلى ذلك، يتم الإبلاغ عن إدخال زجاجات في فتحة الشرج، مما يعكس وحشية بالغة في هذه الممارسات التي تُعد انتهاكًا صارخًا للقانون الدولي والمواثيق المتعلقة بحقوق الإنسان.

#### نظام غيله (1999–)
أعلن أبتيدون اعتزاله في فبراير 1999 واختار التجمع الشعبي للتقدم إسماعيل عمر جيله مرشحًا رئاسيًا له. فاز بسهولة في الانتخابات التي جرت في أبريل، حيث حصل على ما يقرب من ثلاثة أرباع الأصوات، متغلبًا على منافسه الرئاسي الوحيد، المرشح المستقل موسى أحمد إدريس. وفي سبتمبر، ألقي القبض على إدريس بتهمة "تهديد معنويات القوات المسلحة" وتم احتجازه في مكان غير معلوم.
قد واصل حزب التجمع الشعبي من أجل التقدم هيمنته على السياسة في عهد جيلا، مستفيداً من نظام فريد من نوعه يعتمد على الأغلبية في كل من الدوائر الانتخابية الخمس في البلاد، حيث يحصل الفائز بالأغلبية في كل من الدوائر الانتخابية الخمس في البلاد على جميع المقاعد. وفي انتخابات الجمعية الوطنية عام 2003، حصل الائتلاف على جميع المقاعد الـ65 بحصوله على 62% فقط من الأصوات. قاطعت أحزاب المعارضة الانتخابات في عامي 2005 و2008.
في عام 2008، أصدر الرئيس جيلا مرسومًا بحل حزب المعارضة حركة التجديد الديمقراطي والتنمية. في أبريل 2010، تم تعديل الدستور، ورفع الحد الأقصى للفترتين، مما سمح لجيله بمواصلة فترة ولايته كرئيس. في يونيو/حزيران 2010، أُدين أغنى مواطن في جيبوتي والصديق السابق للرئيس عبد الرحمن بوريه غيابياً بتهمة الإرهاب. كان يفتقر إلى محامي دفاع وكان ينوي الترشح للرئاسة في عام 2011.

## القضايا الحالية (2007–)

#### حرية التعبير
تسيطر الحكومة على كل من الصحيف الرئيسية والإذاعة. توقفت صحيفة المعارضة "لو رينوفو" عن العمل في عام 2007 بعد نشر مقال يزعم أن رجل أعمال رشى صهر إسماعيل عمر جيله، محافظ البنك المركزي في جيبوتي. في 2 يوليو 2009، ألقي القبض على أحمد درار روبله وحكم عليه لاحقًا بالسجن لمدة ستة أشهر لكتابة شعر ينتقد الرئيس.
في فبراير 2011، اعتقلت الحكومة العشرات من المعارضين السياسيين، بما في ذلك ستة أشخاص يقدمون تقارير إلى محطة الإذاعة الأوروبية "صوت جيبوتي" . ومن بين هؤلاء فرح عباديد هيلديد وحسين روبله دبار، اللذين تم إطلاق سراحهما بعد أربعة أشهر ولكن تم اعتقالهما مرة أخرى في نوفمبر.

#### حرية الدين
تزعم منظمة فريدوم هاوس أن حرية العبادة محترمة في البلاد.

#### النظام القانوني
ألغت جيبوتي عقوبة الإعدام في أبريل/نيسان 2010. يعتمد النظام القانوني للبلاد على القانون المدني الفرنسي ، مع تطبيق الشريعة الإسلامية في التعامل مع المسائل العائلية.

#### الاعتقالات التعسفية
رغم أن القانون يحظر الاعتقالات التعسفية ، فإن منظمات خارجية تزعم أن هذا الحق لا يُحترم.
تقوم قوات الأمن في كثير من الأحيان باعتقالات غير قانونية. تم اعتقال جان بول نويل عبدي ، رئيس الرابطة الجيبوتية لحقوق الإنسان، في 9 فبراير/شباط 2011 بعد أن قام بتغطية الاحتجاجات المعارضة المرتبطة بالربيع العربي في وقت سابق من ذلك الشهر. وبحسب منظمة هيومن رايتس ووتش ، فإنه لم يدعم الاحتجاجات بحد ذاتها، لكنه اعترض على ما وصفه بالاعتقالات التعسفية. تم إطلاق سراحه لاحقًا لأسباب صحية لكن التهم لا تزال قائمة.

#### التعذيب
إن التعذيب محظور بموجب الدستور. ومع ذلك، لا تزال التقارير حول استخدامه تتدفق إلى العالم الخارجي. يتم القبض على العاهرات من قبل فرق الآداب ، ويقال إن الاغتصاب هو شرط مسبق للإفراج عنهم. هناك تقارير عرضية عن قيام الشرطة بضرب السجناء. تزعم منظمة مراسلون بلا حدود أن ديرير إبراهيم بوراله توفي متأثراً بإصابات تعرض لها تحت التعذيب على يد الرقيب أول عبد الرحمن عمر سعيد في الفترة من 23 إلى 27 أبريل/نيسان 2011.

#### ظروف السجن
توجد في جيبوتي سجن مركزي واحد، سجن جابودي في مدينة جيبوتي وعدد من السجون الصغيرة. وتفيد التقارير بأن الظروف في النظام "قاسية". ورغم الاكتظاظ الشديد الذي يعاني منه سجناء غابود، فإنهم يتناولون ثلاث وجبات يوميا ويحصلون على الرعاية الطبية. وتعتبر الظروف في السجون أسوأ، في ظل عدم وجود نظام رسمي للرعاية. يتم توفير التدريب في مجال حقوق الإنسان للحراس من قبل الحكومة.

#### حقوق الأقليات والمرأة
وفقًا لمنظمة فريدوم هاوس، تواجه الأقليات مثل اليمنيين والعفر التهميش.
يعتبر تشويه الأعضاء التناسلية للإناث أمرا شائعا. ومع ذلك، فقد أحرزت المساواة تقدماً كبيراً؛ إذ أصبح أكثر من 50% من القضاة الآن من النساء.